# Oostervecht
Oostervecht was een buitenplaats langs de rivier de Vecht bij het Nederlandse dorp Loenen aan de Vecht.
Oostervecht is rond 1675 gesticht. Het hoofdgebouw was op het zuiden georiënteerd in plaats van zoals meestal gebruikelijk op de rivier. Gaandeweg de geschiedenis is het hoofdgebouw uitgebreid. Tot de bijgebouwen behoorden stallen. Daarnaast was de buitenplaats voorzien van een tuin/park. Omstreeks 1836 is Oostervecht gesloopt. Rond die tijd was er een glasfabriek op het terrein. In circa 1862 is De Glashut door verhuizing uit het Gelderse Nijkerk op het terrein gekomen, een glasfabriek die er tot 1897 heeft bestaan. Op het terrein is uiteindelijk het landgoed Terra Nova gesticht.